# Archipiélago malayo
El archipiélago malayo (en Malayo/Indonesio: Képulauan Mélayu, en filipino: Kâpuluang Mâlayo) también llamado Insulindia, es una región geográfica que constituye la parte insular del sudeste de Asia, compuesto por un gran archipiélago situado entre los océanos Índico y Pacífico. Desde una perspectiva contraria, Insulindia, haría referencia a la relación de este archipiélago con el continente de Oceanía. Con una cantidad de más de 25 000 islas, es el archipiélago más grande del mundo por superficie. Incluye los países de Indonesia, Filipinas, Singapur, Brunéi, Malasia (la zona insular conocida como oriental), Timor Oriental y a veces la mayoría de Papúa Nueva Guinea. La isla de Nueva Guinea no siempre se incluye en las definiciones del archipiélago malayo.
El nombre se basa en el concepto de «raza malaya», y no por lo que se podría considerar erróneamente como el gentilicio del país de Malasia. La región también se refiere a veces como las Indias Orientales (en particular desde una perspectiva histórica) y del Sudeste Asiático Marítimo (Maritime Southeast Asia).
El archipiélago, con el nombre de Insulindia, fue una vez considerado una de las tres partes de Oceanía, con la Melanesia y la Polinesia. Hoy en día, se considera más a menudo parte de Asia, específicamente parte del sudeste de Asia. Culturalmente, se habla de Asia «insular-peninsular» para incluir a la península de Malaca y, por tanto abarcar la totalidad de Malasia. Alfred Wallace ha llamado a la zona el «archipiélago de la India» (Indian Archipelago) y también «archipiélago indo-australiano» (Indo-Australian Archipelago).
Si bien todos estos nombres diferentes del archipiélago describen la misma zona general, el área a la que se ha aplicado ha sido mayor o menor a lo largo de la historia.

## Terminología

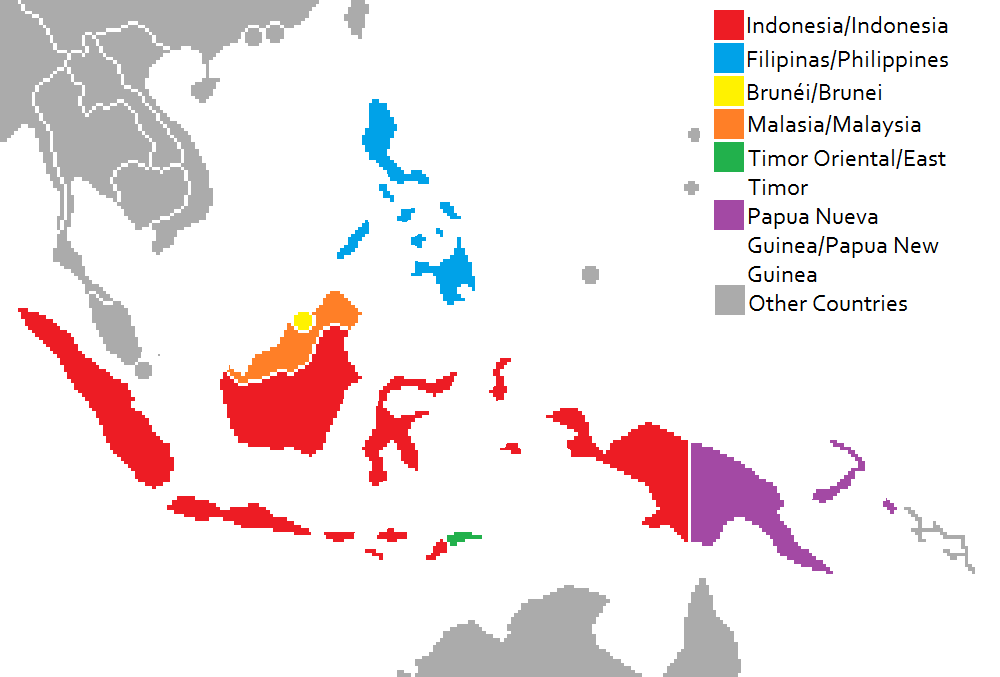
Ubicación del archipiélago malayo o Insulindia.

Insulindia (del latín insula, "isla", e India) es el antiguo nombre con el cual se conoce el archipiélago ubicado entre la península de Malaca y Australia, ocupado hoy en día por los países de Indonesia, Filipinas, Brunéi, la zona insular de Malasia, Timor Oriental y Papúa Nueva Guinea; se le denomina también archipiélago malayo. Antes de la llegada de los europeos, en Insulindia existieron varias civilizaciones e imperios, como el Imperio Srivijaya y el Imperio Majapahit, sultanatos como el sultanato de Ternate, de Mataram o de Malaca, o civilizaciones neolíticas como el complejo cultural lapita.
El antiguo concepto de «raza malaya», que incluiría los pueblos de Indonesia, Malasia y las Filipinas, fue presentado por los colonialistas europeos debido a sus observaciones acerca de la influencia del imperio malayo, Srivijaya. Alfred Russel Wallace, un naturalista del siglo XIX, utilizó el término «archipiélago Malayo» como título de su influyente libro, The Malay Archipelago, que documentaba sus estudios en la región. 
Como el mismo Wallace señaló existen argumentos para excluir a la isla de Nueva Guinea por razones culturales y geográficas: Nueva Guinea es culturalmente muy diferente de los demás países de la región, y, geológicamente, la isla de Nueva Guinea no forma parte del continente asiático, como sí lo son las islas de la plataforma de la Sonda (ver Australia). 
Esta región es llamada también Insulindia, nombre mucho más antiguo; y durante la colonización europea también se le llamó Indias Orientales, aunque las definiciones más amplias de las «Indias Orientales» incluían también Indochina, el subcontinente indio e incluso, al oeste, las zonas hasta el Baluchistán iraní.

## Geografía y geología

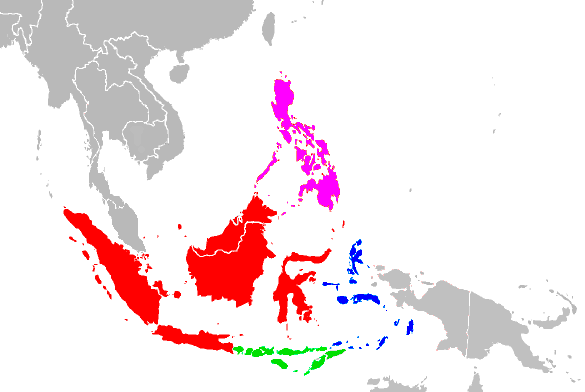
División geográfica tradicional de Insulindia en las subregiones de las islas mayores de la Sonda (rojo), islas menores de la Sonda (verde), islas Molucas (azul) e islas Filipinas (magenta).

La tierra y la zona marítima del archipiélago supera los 2 millones de km². Las 25 000 islas del archipiélago comprenden muchos pequeños archipiélagos. Los principales grupos son: 
- Las islas de la Sonda, que comprende las islas mayores de la Sonda y las islas menores de la Sonda.
- Las islas Molucas.
- Las islas Filipinas.

El archipiélago se puede considerar dividido en dos grupos: al sur, el arco de Malasia, que incluiría las islas Coco, las islas Andamán y Nicobar y las islas de la Sonda (Sumatra, Java, Bali, Lombok, Sumbawa y Flores); al este, las islas Filipinas, Célebes y las islas Molucas forman otro arco. Entre ambos arcos se encuentra la gran isla de Borneo.
Las seis islas más grandes son Nueva Guinea, Borneo, Sumatra, Célebes, Java y Luzón. 
Geológicamente, el archipiélago es una de las regiones volcánicas más activas del mundo. Los levantamientos tectónicos han producido grandes montañas, incluida la más alta en el Monte Kinabalu, en Sabah, con una altura de 4 095.2 metros, y Puncak Jaya, en Papúa, de 4 884 m. El clima en todo el archipiélago, debido a su posición sobre el ecuador, es tropical. 

## Clima
El clima es tropical-ecuatorial y, a menudo, muy húmedo.
Tiende a cambiar debido al calentamiento global. El segundo informe de Imada et al. del Meteorological Research Institute, Japan Meteorological Agency concluye que el calentamiento antropogénico fue la causa principal de las olas de calor extremas (a menudo récords históricos) que azotaron gran parte del Sudeste Asiático en 2016,  a pesar de que el fenómeno El Niño duplicó el riesgo de su aparición.
En India, el calor mató al menos a 580 personas entre marzo y mayo. Tailandia registró su máximo histórico: 44,6 °C el 28 de abril de 2016, acompañado de un consumo energético récord debido a la electricidad necesaria para los aparatos de aire acondicionado. Java, Borneo y Sumatra, puntos críticos de biodiversidad, sufrieron en parte una fuerte ola de calor.

### Biogeografía
Ya en 1521, Antonio Pigafetta —durante la continuación del viaje de Fernando de Magallanes (después de que el mismo Magallanes hubiese muerto en Mactan)— había advertido los contrastes biológicos entre las islas Filipinas y las islas Molucas (islas de las Especias) (situadas a ambos lados de la línea).

La línea de Wallace, la frontera entre la fauna de Australia y Asia Suroriental. Las aguas profundas del estrecho de Lombok, entre las islas de Bali y Lombok, formaron una barrera de agua incluso cuando los niveles más bajos del mar unían las ahora separadas islas y masas de tierra a cada lado.

Alfred Russel Wallace, naturalista británico del siglo XIX, propuso la existencia de una frontera que separaba la flora y la fauna de Asia y Australia, conocida ahora como línea de Wallace. La línea atraviesa los estrechos de aguas profundas en el archipiélago malayo entre las islas de Borneo y Célebes, y por el estrecho de Lombok entre Bali (en el oeste) y Lombok (al este). Esta línea se considera ahora la frontera occidental de la zona de transición Wallacea entre las regiones zoogeográficos de Asia y Australia. La zona tiene una mezcla de especies de origen asiático y australiano, además de sus propias especies endémicas.

## Demografía
La población del archipiélago es de más de 380 millones, destacándose las islas de Java (140 millones), Luzón (53 millones), Sumatra (50 millones) y Mindanao (22 millones).
En contraste, de las 17 500 islas que se estima existen en Indonesia, por ejemplo, solamente cerca de 6 000 islas están habitadas. La población del archipiélago está formada predominantemente de subgrupos de pueblos austronesios y, en consecuencia, de lenguas malayo-polinesia occidentales. Esta región del sureste asiático mantuvo relaciones sociales y culturales más con otros pueblos austronesios en el Pacífico, que con los pueblos continentales del sureste asiático. 
La región de la Malasia peninsular está incluida en el Sudeste Asiático Marítimo (Maritime Southeast Asia) de tal manera que todos los pueblos austronésicos de fuera de Oceanía se agrupan en una única región cultural. 
Las principales religiones de esta región son el islam, el cristianismo, el budismo, el hinduismo y el animismo tradicional.

### Ocupaciones y recursos
La mayoría de la población rural la constituyen agricultores sedentarios, que suelen cultivar arroz de regadío, pero a veces también maíz, ñame o mandioca como principal cultivo alimentario. Estos pequeños agricultores sedentarios cultivan también muchos cultivos comerciales, como caucho y tabaco, así como la mayor parte del azúcar, copra, pimienta, nuez moscada, otras especias, kapok, sagú y fibra de abacá (cáñamo de Manila) de la región. Las plantaciones, introducidas en el período colonial y ubicadas principalmente en Sumatra y Java, proporcionan exportaciones de caucho, aceite de palma, sisal, quina (quinina) y té, así como algo de café, tabaco y copra. Otros recursos importantes son los bosques, que proporcionan madera valiosa, resinas, ratán y otros productos. El petróleo es el principal recurso mineral, explotado en Sumatra, Borneo, Brunéi y Nueva Guinea indonesia. Las minas de estaño de las islas Singkep, Bangka y Belitung, en Indonesia, aportan una parte importante de la producción mundial. En Borneo y las islas Riau se explotan yacimientos de bauxita, y en el centro de Filipinas se extrae mineral de hierro. En Célebes se encuentra níquel y en Filipinas oro, cromo, manganeso y cobre. Las reservas de carbón son limitadas y de calidad aceptable, y el potencial de energía hidroeléctrica es grande, pero está poco desarrollado. 